# ات دو روس
ات دو روس (هلندی: Aat de Roos; ۱۵ آوریل ۱۹۱۹ – ۱۷ مارس ۱۹۹۲) بازیکن هاکی روی چمن اهل هلند بود.